# Penstemon wrightii
Penstemon wrightii är en grobladsväxtart som beskrevs av William Jackson Hooker. Penstemon wrightii ingår i släktet penstemoner, och familjen grobladsväxter. Inga underarter finns listade i Catalogue of Life.